# Villa Sarmiento (San Alberto)
Villa Sarmiento é um município da província de Córdova, na Argentina.